# Phare de Punta Condell
Le phare de Punta Condell (en espagnol : Faro Punta Condell) est un phare actif situé  à Viña del Mar (Province de Valparaíso), dans la Région de Valparaíso au Chili.
Il est géré par le Service hydrographique et océanographique de la marine chilienne dépendant de la Marine chilienne.

## Histoire
Ce phare, relocalisé en 1987 sur Punta Cordell, un promontoire rocheux près de Viña del Mar, est situé au nord-est de Valparaíso. 
C'est aussi un mémorial dédié à Carlos Condell (en), un héros de la bataille navale d'Iquique en 1879. durant la Guerre du Pacifique (1879-1884). Le phare marque l'entrée du port.

## Description
Le phare est une tour cylindrique en fonte, avec une galerie et une lanterne circulaire de 6,5 m de haut. La tour est peinte en blanc avec une bande rouge au niveau de la galerie. Il émet, à une hauteur focale de 17 m, un long éclat blanc de 1.6 secondes par période de 12 secondes. Sa portée est de 20 milles nautiques (environ 37 km).
Identifiant : ARLHS : CHI-069 - Amirauté : G1878 - NGA : 111-1263 .

## Caractéristique dufeu maritime
Fréquence : 12 secondes (W)
- Lumière : 1.6 secondes
- Obscurité : 10.4 secondes

|              |
| Viña del Mar |

### Lien connexe
- Liste des phares du Chili